# Лусянь
Луся́нь (кит. упр. 泸县, пиньинь Lú xiàn) — уезд городского округа Лучжоу провинции Сычуань (КНР).

## История
В 135 году до н.э. здесь был образован уезд Цзянъян (江阳县), впоследствии переименованный в Лучуань (泸川县). При империи Юань он был преобразован в область Лучжоу (泸州). После образования Китайской республики область Лучжоу была преобразована в уезд Лусянь.
В январе 1950 года был образован Специальный район Лусянь (泸县专区), и уезд вошёл в его состав. В июле 1950 года урбанизированная часть уезда Лусянь была выделена в город Лучжоу. В декабре 1952 года Специальный район Лусянь был переименован в Специальный район Лучжоу (泸州专区). В августе 1960 года Специальный район Лучжоу был расформирован, входившие в его состав административные единицы были переданы в состав Специального района Ибинь (宜宾区专).
В 1970 году Специальный район Ибинь был переименован в Округ Ибинь (宜宾地区). В 1983 году город Лучжоу и уезды Лусянь, Наси и Хэцзян были выделены в отдельный городской округ Лучжоу.

## Административное деление
Уезд Лусянь делится на 1 уличный комитет и 19 посёлков.